# Tania Di Mario
Tania Di Mario (nacida en Roma, 4 de mayo de 1979-) es una jugadora italiana de waterpolo.
Pertenece al equipo que ganó la medalla de oro en los juegos olímpicos de Atenas 2004.

## Clubes
- Vis Nova ( Italia)
- Orizzonte Catania ( Italia)